# Herschel V. Johnson
Herschel Vespasian Johnson (Contea di Burke, 18 settembre 1812 – Louisville, 16 agosto 1880) è stato un politico statunitense.
Gli è dedicata la contea di Johnson (Georgia).

## Biografia
Nacque nella contea di Burke nel 1812; una volta cresciuto studiò legge all'università della Georgia e divenne avvocato, aprendo un noto studio legale.
Iniziò ad essere coinvolto in politica dalla fine degli anni '30, e quando nel 1844 si trasferì a Milledgeville fu uno dei grandi elettori nelle elezioni presidenziali di quell'anno, come membro del Partito Democratico. Nel 1847 provò ad ottenere la nomina del suo partito a candidato governatore, ma gli venne preferito George W. Towns. L'anno successivo poté comunque diventare senatore per terminare il mandato di un politico ritiratosi a vita privata.
Quando il governatore Towns convocò nel 1850 una convenzione per discutere della secessione della Georgia Johnson supportò la proposta, ma i democratici moderati formarono il Partito di Unione Costituzionale assieme ai whig e si opposero. Negli anni successivi Johnson riconsiderò le proprie posizioni e si ricredette sulla secessione, divenendo uno dei punti di riferimento degli unionisti georgiani.
Fu eletto governatore della Georgia nel 1853: l'Unione Costituzionale si era dissolta, ma i moderati prevalsero nuovamente e si rivolsero a lui in quanto non più appartenente ai secessionisti. Durante il suo mandato comunque le tensioni non fecero che aumentare, anche se Johnson non riteneva fattibile alcun serio tentativo di separazione dal resto degli Stati Uniti.
Terminato il mandato nel 1857, rimase uno dei politici di riferimento del Partito Democratico, soprattutto all'interno dell'ala moderata, tanto che venne scelto come candidato vicepresidente degli Stati Uniti alle elezioni presidenziali del 1860, in coppia con Stephen A. Douglas. Nonostante Douglas e Johnson fossero i candidati ufficiali dei democratici, il partito si spaccò e alle elezioni risultarono i meno popolari.
Allo scoppio della guerra civile americana entrò a far parte del Congresso degli Stati Confederati d'America come senatore; inizialmente continuò ad opporsi alla secessione, ma quando la Georgia optò per separarsi dall'Unione Johnson si adeguò. Dopo la fine della guerra provò a ritornare nella politica nazionale in quanto sostenitore unionista, ma la sua nomina a senatore venne invalidata nel 1866. Si ritirò allora dalla politica, continuando a fare l'avvocato fino alla propria morte, nel 1880.